# Hypnoonops lejeunei
Genre
Espèce
Hypnoonops lejeunei, unique représentant du genre Hypnoonops, est une espèce d'araignées aranéomorphes de la famille des Oonopidae.

## Distribution
Cette espèce est endémique du Congo-Kinshasa.

## Publication originale
- Benoit, 1977 : Oonopidae anophthalmes africains nouveaux avec une clé des genres (Araneae). Revue de Zoologie Africaine, vol. 91, p. 243-249.